# Cratere Song Yingxing
Song Yingxing è un cratere lunare di 1,8 km situato nella parte nord-occidentale della faccia visibile della Luna.